# Géométrie différentielle

Exemple d'objets étudiés en géométrie différentielle. Un triangle dans une surface de type selle de cheval (un paraboloïde hyperbolique), ainsi que deux droites parallèles.

En mathématiques, la géométrie différentielle est l'application des outils du calcul différentiel à l'étude de la géométrie. Les objets d'étude de base sont les variétés différentielles, ensembles ayant une régularité suffisante pour envisager la notion de dérivation, et les fonctions définies sur ces variétés.
La géométrie différentielle trouve sa principale application physique dans la théorie de la relativité générale où elle permet une modélisation d'une courbure de l'espace-temps.

## Points de vue intrinsèque et extrinsèque
Jusqu'au milieu du XIXe siècle, la géométrie différentielle voyait surtout un objet « de l'extérieur » (point de vue extrinsèque). Par exemple, on étudiait les propriétés d'une courbe depuis l'espace bidimensionnel (ou tridimensionnel pour une courbe gauche, c'est-à-dire non contenue dans un plan) pour donner un sens aux notions de point de contact, de tangente, de courbure, etc.
Toutefois on peut aussi mettre en évidence la courbure de la Terre, par exemple, sans jamais quitter sa surface, par des triangulations géodésiques, en constatant qu'en tant qu'espace à deux dimensions, elle ne se comporte pas de façon euclidienne (on peut par exemple y construire entre un pôle et deux points de l'équateur différant de 90 degrés de longitude un triangle trirectangle) : la Terre a donc une courbure que l'on peut mettre en évidence sans faire référence à un espace extérieur. C'est le point de vue intrinsèque).
Comme exemple plus sophistiqué, le ruban de Möbius a une particularité topologique (n'avoir qu'une seule face et non deux) ne nécessitant pas d'en sortir pour être mise en évidence. De même, la bouteille de Klein est une surface (c'est-à-dire une variété de dimension 2) mais pour la plonger dans un espace ambiant il faut choisir ℝ4. De même, il n'est pas évident de trouver un espace « contenant » l'espace-temps courbé. Cependant, la flexibilité gagnée se traduit en une abstraction et une difficulté accrues pour définir les notions géométriques comme la courbure ou topologiques comme la connexité.

## Explication mathématique
La géométrie différentielle couvre l'analyse et l'étude de divers concepts :
- l'étude des variétés ;
- les fibrés tangents et cotangents ;
- les formes différentielles ;
- les dérivées extérieures ;
- les intégrales des p-formes sur des p-variétés ;
- le théorème de Stokes ;
- les dérivées de Lie ;
- la courbure.

Tous sont en rapport avec l'analyse à plusieurs variables, mais pour les applications géométriques, il est nécessaire de raisonner sans privilégier un système de coordonnées. Ces concepts distincts de la géométrie différentielle peuvent être considérés comme ceux qui englobent la nature géométrique de la dérivée seconde, c'est-à-dire les caractéristiques de la courbure.
Une variété différentielle dans un espace topologique est une collection d'homéomorphismes d'ensembles ouverts vers une sphère unitaire ℝn tels que les ensembles ouverts couvrent l'espace et que si f, g sont des homéomorphismes alors la fonction f-1 ∘ g d'un sous-ensemble ouvert de la sphère unitaire vers la sphère ouverte unitaire est infiniment différentiable. On dit que la fonction d'une variété vers ℝ est infiniment différentiable si la composition de chaque homéomorphisme résulte en une fonction infiniment différentiable de la sphère ouverte unitaire dans ℝ.
En chaque point de la variété se trouve un espace tangent à ce point constitué de toutes les vitesses (direction et intensité) possibles et avec lesquelles il est possible de s'écarter de ce point. Pour une variété à n dimensions, l'espace tangent en tout point est un espace vectoriel à n dimensions, donc ℝn. L'espace tangent a plusieurs définitions. Une définition possible est l'espace vectoriel des chemins qui passent en ce point, quotienté par la relation d'équivalence qui identifie deux chemins ayant le même « vecteur vitesse » en ce point (c'est-à-dire la même dérivée si on les compose avec une carte quelconque).
Un champ de vecteurs est une fonction d'une variété vers l'union disjointe de ses espaces tangents (l'union en elle-même est une variété connue comme le fibré tangent) de telle manière que, en chaque point, la valeur obtenue est un élément de l'espace tangent en ce point. Une telle relation est appelée section d'un fibré. Un champ vectoriel est différentiable si pour chaque fonction différentiable, l'application du champ en chaque point produit une fonction différentiable. Les champs vectoriels peuvent être perçus comme des équations différentielles indépendantes du temps. Une fonction différentiable des réels vers la variété est une courbe sur la variété. Cela définit une fonction des réels vers les espaces tangents : la vitesse de la courbe sur chacun des points qui la constitue. Une courbe est une solution du champ vectoriel si, pour chaque point, la vitesse de la courbe est égale au champ vectoriel en ce point ; on dit que la courbe est un chemin intégral du champ vectoriel.
Une k-forme linéaire alternée est un élément de la k-ième puissance extérieure du dual E* d'un espace vectoriel E. Une k-forme différentielle d'une variété est un choix, en chaque point de la variété, d'une telle k-forme alternée où E est l'espace tangent en ce point. Elle sera différentiable si le résultat, après une opération sur des k-champs vectoriels différentiables, est une fonction différentiable de la variété vers les réels.

## Branches de la géométrie différentielle

### Géométrie riemannienne

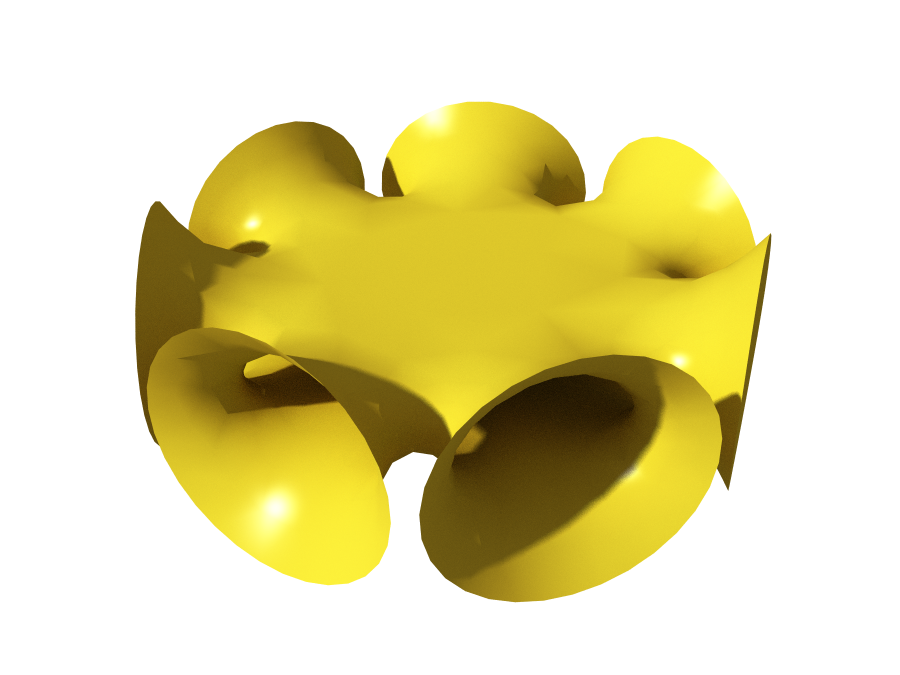
Un exemple de surface minimale : localement, cette surface est tendue à la manière d'un film de savon.

La géométrie riemannienne est l'étude des métriques riemanniennes : une telle métrique est une famille de produits scalaires définis continûment sur une variété différentielle. Ainsi, au plan infinitésimal (c'est-à-dire sur l'espace tangent), cette structure supplémentaire confère à la variété l'aspect d'un espace euclidien, mais dès qu'on considère la variété d'un point de vue local, l'analyse fait apparaître des invariants, notamment la courbure. Elle permet également de donner un sens au calcul différentiel à tous ordres, ce qui est impossible avec une simple structure différentielle.
La géométrie riemannienne permet de généraliser les notions de longueur d'une courbe et de mesure de Lebesgue, l'analyse du gradient d'une fonction, de la divergence, etc.
Son fort développement durant la seconde moitié du XXe siècle s'explique par l'intérêt que lui ont porté aussi bien les géomètres que les analystes ou les physiciens. De plus, une métrique riemannienne arbitraire peut être introduite comme outil de calcul pour mener à bien certaines études sur les variétés : c'est le cas par exemple pour analyser la topologie d'une variété en théorie de Morse.

### Variantes de la géométrie riemannienne

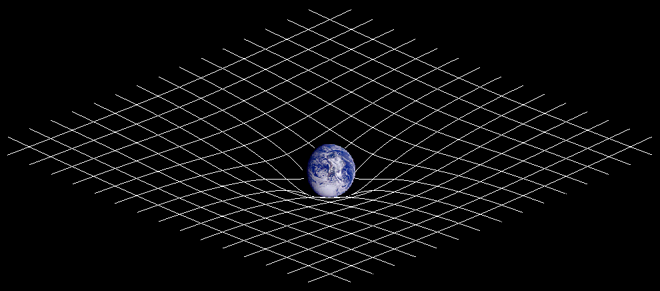
La courbure de l'espace-temps (liée à la distribution de la masse) entre dans le champ de la géométrie lorentzienne.

La géométrie de Finsler est une extension de la géométrie riemannienne, qui prend tout son sens en dimension infinie (par exemple pour l'étude des groupes de difféomorphismes sur une variété). Les principaux objets d'étude sont les variétés finslériennes, c'est-à-dire des variétés différentielles munies d'une métrique de Finsler, une norme de Banach définie sur chaque espace tangent.
Les géométries pseudo-riemanniennes analysent des variétés munies de formes bilinéaires symétriques qui ne sont pas nécessairement positives. Parmi elles la géométrie lorentzienne se révèle particulièrement utile pour modéliser l'espace temps.
La géométrie conforme peut être vue comme une géométrie riemannienne « à facteur d'échelle près », la géométrie sous-riemannienne, comme une géométrie riemannienne « sous contrainte ».

### Géométrie symplectique

La géométrie symplectique est issue de l'étude des portraits de phase des systèmes physiques.

La géométrie symplectique est l'étude des formes symplectiques, i.e. des « formes différentielles fermées non dégénérées ». Ces objets ont été introduits dans l'optique d'une formulation mathématique de la mécanique classique. Si les motivations physiques remontent à Lagrange et Hamilton, la géométrie symplectique s'est formée comme domaine d'études à part entière depuis les années 1960 et est aujourd'hui devenu un domaine actif de recherche. Contrairement à la géométrie riemannienne, des questions d'existence des structures se posent. Les principaux moteurs de recherche sont la conjecture d'Arnold, la conjecture de Weinstein et la quantification.

### Géométrie de contact
La géométrie de contact est la sœur de la géométrie symplectique en dimension impaire. Il s'agit essentiellement de l'étude des formes de contact, c'est-à-dire des 1-formes différentielles α telles que α∧(dα)n soit une forme volume (ne s'annule en aucun point). Même si a priori l'objet d'étude semble différent, « sœur » est une dénomination doublement justifiée. D'une part car les géométries symplectique et de contact présentent des résultats « élémentaires » analogues. D'autre part, car des hypersurfaces présentant des structures de contact sont omniprésentes en géométrie symplectique.

### Ouvrages de référence
- Marcel Berger et Bernard Gostiaux, Géométrie différentielle : variétés, courbes et surfaces [détail des éditions]
- (en) Ethan D. Bloch, A First Course in Geometric Topology and Differential Geometry, 1996
- (en) Manfredo do Carmo, Differential Geometry of Curves and Surfaces, 1976
- (en) Manfredo Perdigão do Carmo et Francis Flaherty, Riemannian Geometry, 1994
- (en) Alfred Gray, Modern Differential Geometry of Curves and Surfaces with Mathematica, 1998, 2e éd.
- (en) Shoshichi Kobayashi (en) et Katsumi Nomizu (en), Foundations of Differential Geometry, vol. 1 et 2, Wiley, 1996
- Jacques Lafontaine, Introduction aux variétés différentielles [détail des éditions]
- (en) John McCleary, Geometry from a Differentiable Viewpoint, 1994
- François Rouvière, Initiation à la géométrie de Riemann, Calvage et Mounet, 2016
- (en) Michael Spivak, (A Comprehensive Introduction to) Differential Geometry [détail des éditions]